# Connettore DIN
Un connettore DIN (Deutsches Institut für Normung) è un tipo di connettore elettrico a più pin. Esistono due famiglie di connettori DIN: quelli normali e quelli in versione mini (connettore Mini-DIN). Un numero viene usato alla fine del nome per identificare il numero dei pin del connettore. Per esempio, il connettore mini-DIN4 è un connettore del tipo piccolo con quattro pin. Dato il suo basso prezzo ha avuto una larghissima diffusione.

## Descrizione

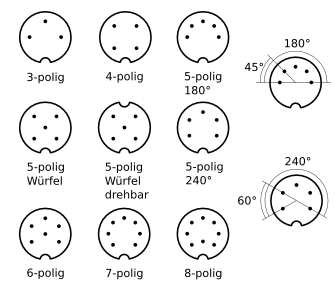
Varianti DIN-Stecker

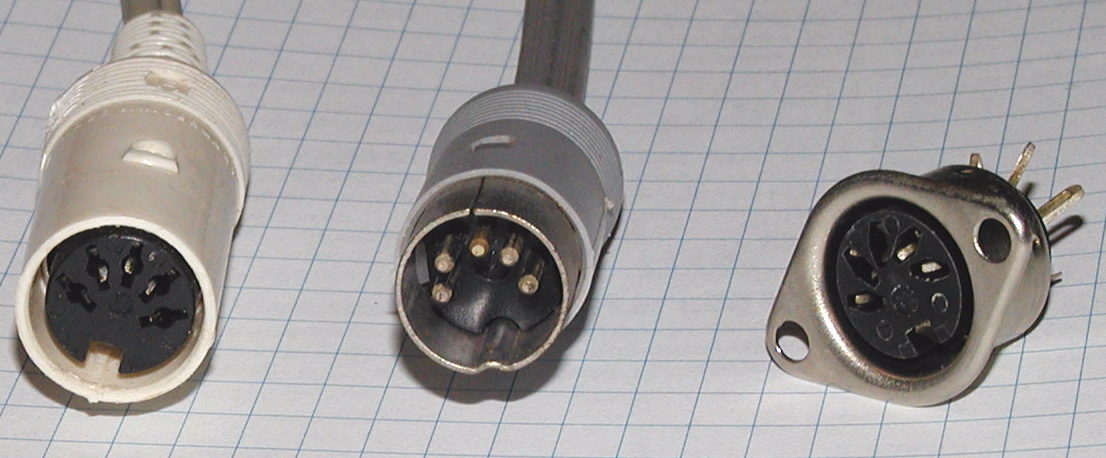
Connettori DIN: presa, spina, presa da pannello

La versione mini-DIN6 venne usato come connettore tra computer e tastiera e mouse nei computer IBM della serie PS/2. Questa scelta divenne in seguito uno standard di fatto per i computer PC. Per questa ragione, il connettore viene spesso chiamato “connettore PS2”.
Dei sei pin del connettore, solo quattro sono usati, e portano: massa, alimentazione (+5 volt, da computer a periferica), clock (da computer a periferica) e segnale (bidirezionale). Dal momento che due pin non sono usati, e che due (massa e alimentazione) possono essere condivisi fra più periferiche, i costruttori di portatili iniziarono a usare i due pin liberi per clock e segnale per un secondo dispositivo. Questo permette di connettere sia tastiera che mouse allo stesso connettore usando un adattatore a Y nella maggior parte dei portatili.
Di solito, la femmina di questi connettori si trova sul retro del computer; nella maggior parte delle schede madri moderne, il connettore verde è usato per collegamento del mouse mentre il viola per la tastiera. Questo uso del connettore mini-DIN6 sta cadendo in disuso, rimpiazzato da collegamenti USB.
Il connettore mini-DIN4 è abitualmente impiegato come connettore S-Video, ossia usato per la trasmissione di segnali video analogici: i quattro pin vengono usati come: segnale di luminanza (intensità), segnale di crominanza (colore), massa luminanza, massa crominanza.
Questo stesso connettore mini-DIN4 veniva anche usato per il collegamento di tastiera e mouse nei computer Apple Macintosh. La trasmissione attraverso questo connettore segue lo standard ADB (Apple Desktop Bus), che è stato abbandonato in favore dell'USB.
Connettori DIN-3 e mini-DIN-3 sono usati in maniera diffusa nell'audiotecnica, per connettere vari tipi di microfoni.

## PIN della variante Audio
| Stereo         | Mono         |
| -------------- | ------------ |
| Stereo-Stecker | Mono-Stecker |

La presa/spina per applicazioni audio è:
3 canale sinistro riproduzione Canale/Mono
5 canale destro riproduzione (solo per Stereo)
2 Massa
4 canale destro registrazione (solo per Stereo)
1 canale sinistro registrazione Canale/Mono
Schermo (esterno) Schermo di protezione

## Varianti

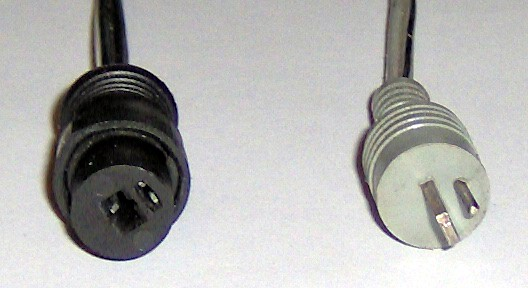
Connettori DIN per altoparlanti

Fino a metà degli anni 80 del XX secolo erano molto popolari in Europa i connettori a due poli DIN 41529 („LS-Stecker“ o „Strich-Punkt-Stecker“) per diffusori acustici.